# 検察側の罪人
『検察側の罪人』（けんさつがわのざいにん）は、雫井脩介による日本の小説。『別册文藝春秋』の2012年9月号（301号）から2013年9月号（307号）まで連載され、2013年9月に文藝春秋から単行本が刊行された。
「時効」をストーリーの着想の端緒とし、検事を作品の主題として選んでおり、取材には元検察官の郷原信郎が協力している。
2013年の『週刊文春ミステリーベスト10』の国内部門4位に選出されたほか、宝島社の『このミステリーがすごい! 2014年版』の8位となった。文芸評論家の郷原宏は、現行の司法制度の問題点を描いた「すぐれて社会的な司法ミステリー」であると評価している。

## あらすじ
検事4年目の沖野啓一郎（二宮和也）は、東京地検刑事部で最上毅（木村拓哉）の下に配属された。最上は研修生時代の沖野の教官であり、彼に心酔する沖野は「最上流正義を継承する」と公言して憚らなかった。
2012年4月、大田区蒲田で老夫婦の刺殺事件が起きる。捜査に立ち会った最上は、複数の容疑者リストの中に松倉重生の名を見て驚愕する。それは、23年前に根津で起きた女子高校生絞殺事件の有力容疑者と目されながら証拠不十分で逮捕には至らなかった人物だった。この時の被害者は、大学生だった最上が住んだ寮の管理人の娘で、寮生たちから妹のように可愛がられた少女だった。事件は迷宮入りしたまま時効を迎えたが、最上は今でも松倉が犯人だと確信していた。
沖野の事務官である橘沙穂（吉高由里子）は、大学時代にキャバクラ潜入暴露本を30万部売ったルポライターだった。国家公務員採用一般職試験に合格し事務官になったのも、検察のセクハラ体質の潜入ルポが目的で、常に録音マイクを隠し持っていたが、沙穂は熱血で正直な沖野に次第に好意を持ち始めていた。
取り調べの席で、時効の成立している女子高生殺害についてはあっさり自供したものの、老夫婦刺殺は一貫して犯行を否認し続ける松倉。何としても松倉の罪を確定し、法の元に死刑にと執着する最上の捜査方針に疑問を持つ沖野。
捜査が進むにつれ、弓岡嗣郎という男が老夫婦殺害を吹聴しているとの新情報が浮上した。松倉が無罪放免される可能性に恐怖した最上は、知り合いの犯罪ブローカーから拳銃を購入し、真犯人と思しき弓岡に接近した。最上がブローカーと連絡を取った事に気づき、沖野に連絡する沙穂。沖野と沙穂は弓岡を救おうと駆け付けたが、弓岡は最上と共に姿を消してしまった。
松倉が憎いから老夫婦殺しの罪を着せると話して弓岡を信用させ、自分の別荘に連れて行く最上。敷地内で弓岡を射殺した最上は、死体を埋めて隠した。東京に戻ると、ブローカーと会ったと指摘する沙穂に、娘の素行不良の後始末を頼んだと取り繕い、逆に沙穂が潜入ルポライターだと暴露する最上。
偽の証拠まで用意して松倉を犯人に仕立てようとする最上に耐えられなくなる沖野。検事を辞める覚悟を決めた沖野は沙穂と共に、松倉の国選弁護人を訪ねて情報を提供した。しかし同じ頃、弓岡の共犯者が恐怖心から出頭して老夫婦殺しを自供し、松倉の無罪は確定した。
松倉を冤罪に陥れかけた事を謝罪するつもりで、無罪の祝賀パーティーに出向く沖野。だが、厳しい取り調べをした沖野を見た松倉は激怒して暴れ、会場から飛び出した。外へ出たところでブローカーが手配した偽装の暴走自動車にはねられ即死する松倉。
最上の別荘に呼び出され、手帳など資料を見せられる沖野。それは、最上の自殺した学友で国会議員の丹野が死の直前に送って来たもので、丹野の大富豪である義父や妻が日本の軍国化のために大金を投じている証拠品だった。この巨悪を正すべき検事としての自分を葬るのかと迫る最上に対し、沖野は「最上検事は罪人です」と追求し続けることを宣言して別荘を後にした。

## 登場人物

### 主要人物
最上毅（もがみ たけし）
東京地検の検事。
沖野啓一郎（おきの けいいちろう）
最上の部下である新人検事。
松倉重生（まつくら しげお）
老夫婦刺殺事件の容疑者。23年前に起きた女子中学生殺人事件でも犯人ではないかと疑われていた。63歳。リサイクルショップでアルバイトをしている。
白川雄馬（しらかわ ゆうま）
「無罪職人」「白馬の騎士」などの異名で知られるベテラン弁護士。人権派の弁護士の第一人者。マスコミをうまく利用して捜査のずさんさを訴えることで世論の流れを変え、裁判の勝利を勝ち取る戦法。芸能人や政治家の弁護人もつとめるスター弁護士であり、小田島のあこがれの対象。松倉の弁護団に加わる。
小田島誠司（おだじま せいじ）
老夫婦刺殺事件の裁判で松倉重生被告の国選弁護士となる。弁護士になって3年目で、浅草橋にて小田島法律事務所を経営。妻の昌子は事務所の事務員としてともに働く。幼い子どもが1人いる。
諏訪部利成（すわべ としなり）
闇社会の取引に関わるブローカー。
最上に依頼され、拳銃マカロフを手配する。

### 東京地検関係
橘沙穂（たちばな さほ）
沖野啓一郎の立会事務官。沖野より3歳年下。優秀な事務官で、沖野は信頼を寄せる。のちに、沖野と恋仲になる。
長浜光典（ながはま みつのり）
最上毅の相棒の事務官。30代半ば。
脇坂達也（わきさか たつや）
東京地検の最上の上司。刑事部の副部長。
永川正隆（ながかわ まさたか）
東京地検の最上の上司。刑事部の部長。
酒井達郎（さかい たつろう）
東京地検・公判部の副検事。

### 最上毅の友人
前川直之（まえかわ なおゆき）
同じ北海道出身で、大学も同期、同じ学生寮「北豊寮」に住んでいた友人の弁護士。月島に弁護士事務所をかまえるいわゆる「街弁」。胃癌で胃を半摘する。
小池孝昭（こいけ たかあき）
大学時代の友人。大手弁護士事務所「三田村・ジェファーソン事務所」につとめる弁護士。
丹野和樹（たんの かずき）
大学時代の友人。元弁護士。与党・立政党より立候補し政治家（代議士）に転身。立政党の大物政治家・高島進の娘婿。妻・尚子（高島進の娘）との間に中学生の息子・正（ただし）がいる。闇献金疑惑事件で追い込まれ、自殺する。
水野比佐夫（みずの ひさお）
学生寮「北豊寮」の先輩。通信社の政治記者から、週刊誌の契約記者となる。週刊誌『週刊ジャパン』の記者として、老夫婦刺殺事件に関する記事を執筆。

### 最上毅の家族
最上朱美（もがみ あけみ）
妻。韓流ドラマのファンで、よく韓国に旅行へ行く。
最上奈々子（もがみ ななこ）
一人娘、女子大生。名古屋の高校を卒業後、東京の女子大の大学生となる。
最上義一（もがみ ぎいち）
父。妻（最上の母）が他界した後は札幌の老人ホームに入り、札幌に住む弟夫婦が面倒を見ている。
最上清二（もがみ せいじ）
叔父。最上義一の弟。一人で小田原に暮らす。最上毅が「キャンプ」と偽って出てきた週末、この叔父に車やシャベルなどを借りる。

### 沖野啓一郎の東京地検・同期検事
三木高弘（みき たかひろ）
沖野の同期の東京地検・検事。最初は刑事部、現在、公判部に所属。
末入麻里（すえいり まり）
沖野の同期の東京地検・検事。最初は刑事部、現在、公判部に所属。
栗本政彦（くりもと まさひこ）
沖野の同期の東京地検・検事。現在、公安部に所属。

### 大田区蒲田の刺殺事件の被害者・遺族
都築和直（つづき かずなお）
74歳。大田区蒲田六郷の自宅室内で刺殺された被害者。アパート貸しや、知り合いに金貸しをしていた。
都築晃子（つづき あきこ）
71歳。夫とともに、自宅廊下で刺殺された被害者。
原田清子（はらだ きよこ）
都築晃子の妹。刺殺された夫婦の第一発見者。川崎大師に住む。姉の晃子とは月に一度くらい会っていた。
岩崎美和（いわさき みわ）
殺された都築夫妻の一人娘。

### 23年前の事件の被害者・遺族、「北豊寮」関係者
久住義晴（くずみ よしはる）
東京都文京区根津にある「北豊寮」（北海道出身者向けの学生寮）の管理人。2年前に死去。最上毅、前川直之、水野比佐夫らは、「北豊寮」で学生時代を過ごした仲間。
久住理恵（くずみ りえ）
久住義晴の妻。癌を患い、死去するが、最上は葬儀には行かなかった。
久住由季（くずみ ゆき）
久住義晴・理恵夫妻の一人娘。最上は大学生のころ、勉強をみてあげるなど、親しくしていた。23年前、中学2年生のときに、自室で絞殺される。
高田憲市（たかだ けんいち）
23年前の事件当時、「北豊寮」の2階、203号室（久住由季の部屋の真上にあたる）に住んでいた人物。当時40代で、松倉重生（当時40歳）の勤め先の同僚。松倉はよく高田の部屋に遊びに来ていた。

### 警視庁関係者
青戸公成（あおと きみなり）
警視庁刑事部捜査一課七係の係長。警部。
田名部（たなべ）
警視庁刑事部捜査一課、管理官。23年前、女子中学生絞殺事件の捜査を担当していた。
森崎（もりさき）
大田区蒲田で起きた老夫婦刺殺事件の松倉重生容疑者の取調担当。警部補。
和泉三郎（いずみ さぶろう）
23年前の女子中学生絞殺事件の取調担当であった元刑事（警視庁OB）。当時、捜査一課の警部補。

### その他
弓岡嗣郎（ゆみおか しろう）
58歳。老夫婦刺殺事件の捜査中、松倉重生の後に、有力な容疑者に浮上した人物。犯行現場で見つかった金庫の中に保管されていた借用書の中には弓岡宛のものは無かった。犯行時に自分の借用書だけを引き抜いた疑いがある。刺殺された都築和直の競馬仲間の一人。元板前（競馬のやり過ぎで勤め先の店を解雇された）。
矢口昌広（やぐち まさひろ）
弓岡嗣郎と焼き鳥屋でたまたま隣り合って飲食した人物。38歳。窃盗などの前科前歴者で、置き引きの現行犯で逮捕された際に、弓岡と焼き鳥屋で会話を交わしたことを語る。弓岡は自分が犯人であることを臭わせるようなことを語ったという。
船木賢介（ふなき けんすけ）
週刊誌『週刊平日』の記者。小田島、白川両弁護士の協力者。

## 書籍情報
- 単行本：文藝春秋、2013年9月11日、ISBN 978-4-16-382450-5
- 文庫本：文春文庫、2017年2月10日、ISBN 978-4-16-790784-6（上） / ISBN 978-4-16-790785-3（下）

## 映画
2018年8月24日公開。監督・脚本は原田眞人、主演は木村拓哉。嵐の二宮和也が共演する。

### キャスト
- 最上毅 - 木村拓哉
- 沖野啓一郎 - 二宮和也
- 橘沙穂 - 吉高由里子
- 丹野和樹 - 平岳大
- 弓岡嗣郎 - 大倉孝二
- 小田島誠司 - 八嶋智人
- 千鳥 - 音尾琢真
- 前川直之 - 大場泰正
- 青戸公成 - 谷田歩
- 松倉重生 - 酒向芳
- 高島進 - 矢島健一
- 桜子 - キムラ緑子
- 運び屋の女 - 芦名星
- 最上奈々子 - 山崎紘菜
- 水野比佐夫 - 亀田佳明
- 船木賢介 - 三浦誠己
- 田名部刑事 - 阿南健治
- 大川ヒロキ
- 小池孝昭 - 田中美央
- 片足の兵士 - 石田佳央
- 山村憲之介
- 小田島の妻 - 赤間麻里子
- 久住由季 - 長田侑子
- 藤尾検事 - 黒澤はるか
- 丹野尚子 - 東風万智子
- 最上朱美 - 土屋玲子
- 久保酎吉
- 諏訪部利成 - 松重豊
- 白川雄馬 - 山﨑努

### スタッフ
- 原作 - 雫井脩介『検察側の罪人』（文春文庫刊）
- 監督・脚本 - 原田眞人
- 音楽 - 富貴晴美、土屋玲子
- 製作 - 市川南
- 共同製作 - 藤島ジュリーK.
- エグゼクティブプロデューサー - 山内章弘
- 企画・プロデュース - 臼井央
- プロデューサー - 佐藤善宏、西野智也
- 協力プロデューサー - 鍋島壽夫
- プロダクション統括 - 佐藤毅
- ラインプロデューサー - 芳川透
- 撮影 - 柴主高秀
- 照明 - 大坂章夫
- 美術 - 福澤勝広
- 録音 - 矢野正人、鶴巻仁
- 編集 - 原田遊人
- 装飾 - 籠尾和人、高橋光、岩井健志
- VFXスーパーバイザー - オダイッセイ
- 衣装 - 宮本まさ江
- ヘアメイク - 酒井啓介
- Bカメラ撮影 - 堂前徹之
- 音響効果 - 柴崎憲治
- スプリクター - 西岡智子
- キャスティング - 杉野剛
- 助監督 - 桑原昌英、谷口正行
- 製作担当 - 伊藤栄
- 配給 - 東宝
- 製作プロダクション - 東宝映画
- 製作 - 東宝、ジェイ・ストーム

### 公開
2018年8月25日 - 26日の土日2日間全国映画動員ランキングが興行通信社より発表され、初登場1位となった。

### 受賞歴
- 第43回報知映画賞 助演男優賞（二宮和也）[11]
- 第42回日本アカデミー賞 優秀助演男優賞（二宮和也）[13]